# Carlos Vila Nova
Carlos Manuel Vila Nova (Neves, São Tomé e Príncipe, 27 de julho de 1959[carece de fontes?]) é um político são-tomense e atual presidente de São Tomé e Príncipe desde 2 de outubro de 2021. Foi Ministro das Obras Públicas e Recursos Naturais de 2010 até 2012 e Ministro das Infraestruturas, Recursos Naturais e Ambiente de 2014 e 2018 em sucessivos governos do primeiro-ministro Patrice Trovoada. 
Ele foi o candidato pela Ação Democrática Independente (ADI) para as eleições presidenciais de 2021. Em 6 de setembro foi declarado presidente eleito de São Tomé e Príncipe, recebendo 58% dos votos contra Guilherme Posser da Costa do MLSTP / PSD.

## Biografia
Vila Nova nasceu em Neves, município do distrito de Lembá, litoral norte da Ilha de São Tomé. Ele se formou em engenharia de telecomunicações pela Universidade de Oran, na Argélia, em 1985, e voltou a se tornar chefe do departamento de informática da Diretoria de Estatística do Governo. Em 1988, deixou o serviço público para se tornar gerente de vendas do Hotel Miramar, então o único hotel do país. Foi promovido a Diretor do Hotel Miramar em 1992. Em 1997, tornou-se Diretor do hotel Pousada Boa Vista, e também fundou sua própria agência de viagens Mistral Voyages. Vila Nova continuou na indústria do turismo até entrar na política em 2010.
Vila Nova serviu como Ministro das Obras Públicas e Recursos Naturais no gabinete de Patrice Trovoada de 2010 até que o governo perdeu a sua maioria em 2012. Foi nomeado Ministro das Infraestruturas, Recursos Naturais e Ambiente na época do governo da Ação Democrática Independente de Trovoada, que recuperou a maioria em 2014. Em 2018, Vila Nova foi eleito para a Assembleia Nacional. Ele foi indicado como o candidato da ADI para as eleições presidenciais de 2021.  
Vila Nova é casado e tem duas filhas.
A 5 de abril de 2022, foi agraciado com o grau de Grande-Colar da Ordem do Infante D. Henrique, de Portugal.